# Badiza ashbolodia
Badiza ashbolodia là một loài bướm đêm trong họ Noctuidae.